# Iskra (gazeta)

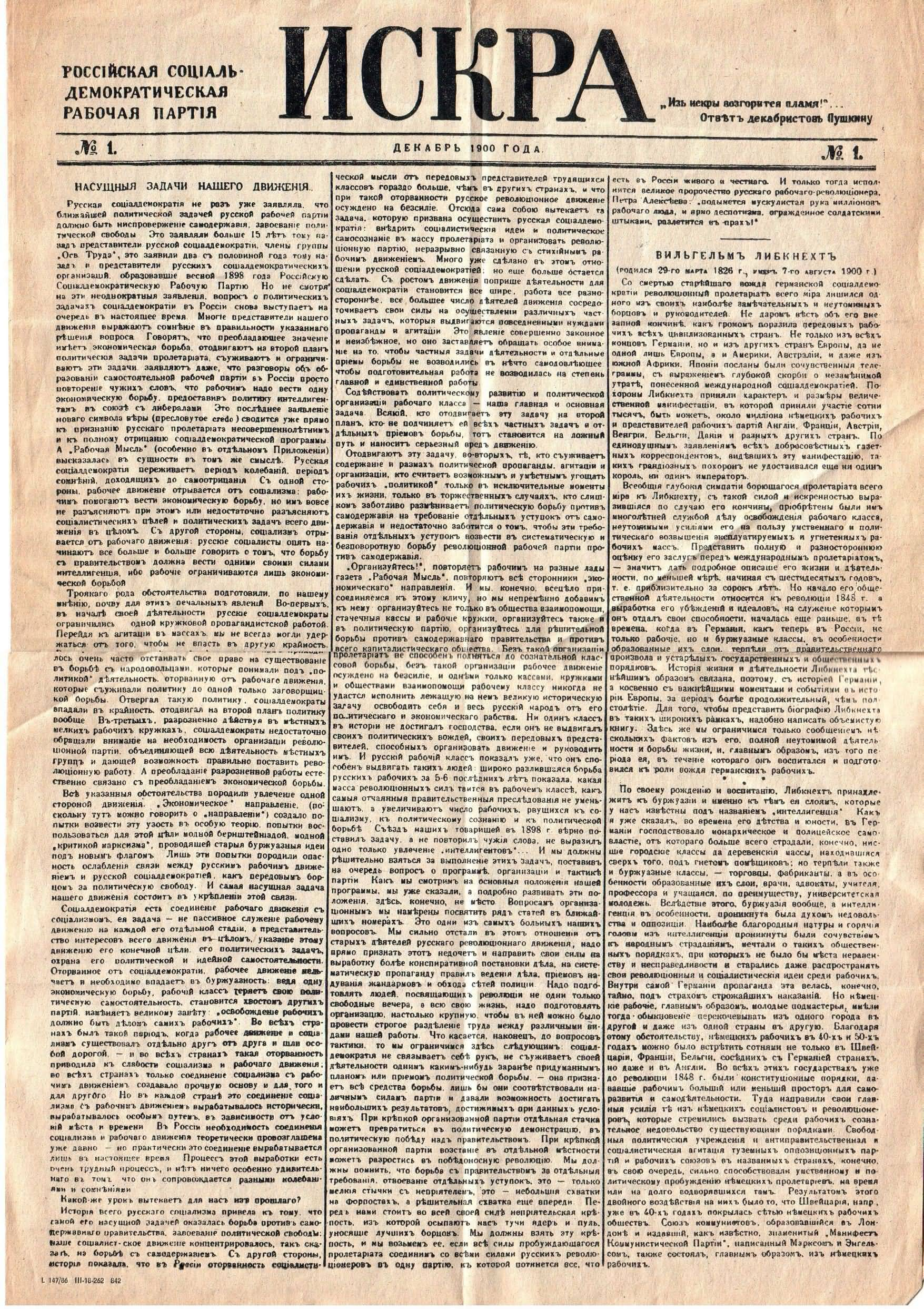
Pierwszy numer „Iskry”, wydany w Lipsku

Iskra (ros. Искра) – pismo periodyczne rosyjskiej partii socjaldemokratycznej (SDPRR). Pierwszy numer gazety został opublikowany w Lipsku w grudniu 1900 roku. Kolejne numery były  wydawane od 1901 do 1905, początkowo w Monachium, a potem w Szwajcarii i rozprowadzane bezdebitowo na terenie Imperium Rosyjskiego.

## Historia
Pierwszym redaktorem pisma był Włodzimierz Lenin. Gazeta miała antyimperialistyczny i lewicowy charakter. Za kadencji Lenina zawierało artykuły napisane przez między innymi Różę Luksemburg, Niemca pochodzenia czeskiego – Karla Kautsky'ego czy młodego ukraińskiego marksisty, Lwa Trockiego, który stał się współpracownikiem Lenina na jesieni 1902 roku. Po rozłamie w SDPRR na frakcje bolszewików i mienszewików, w lipcu 1903 Lenin opuścił redakcję Iskry, która do października 1905 ukazywała się pod kierownictwem Gieorgija Plechanowa. Wydano 110 numerów (do lipca 1903 - 44 numery). Zadaniem gazety było połączenie różnych ugrupowań robotniczych w Rosji na bazie wspólnej platformy politycznej. Gazeta była drukowana w Monachium (1901-1903) i Genewie (po 1903) i dostarczana w skrzyniach z podwójnym dnem na obszar Imperium Rosyjskiego przy współpracy sympatyzującego z socjaldemokracją rosyjskiego przemysłowca z branży włókienniczej - Sawy Morozowa.
Mottem gazety było Z iskry rozgorzeje płomień (ros. Из искры возгорится пламя, Iz iskry wozgoritsia płamia) — cytat z wiersza Aleksandra Odojewskiego Strun wieszczych płomienne dźwięki (ros. Струн вещих пламенные звуки, Strun wieszczich płamiennyje zwuki), który powstał w odpowiedzi na wiersze Aleksandra Puszkina do dekabrystów zesłanych na Syberię.
Członkowie redakcji uczestniczyli w obaleniu caratu w marcu 1917 roku i wydarzeniach rewolucji rosyjskiej wiosny-lata 1917. Po przewrocie bolszewickim  znaleźli się w różnych obozach politycznych – Włodzimierz Lenin jako przywódca RFSRR, mienszewicy – Gieorgij Plechanow, Pawieł Akselrod i Julij Martow w opozycji, do czasu wymuszonej emigracji z RFSRR.

## Redakcja
Członkami redakcji byli między innymi:
- Włodzimierz Lenin
- Gieorgij Plechanow
- Wiera Zasulicz
- Paweł Akselrod
- Julij Martow
- Aleksandr Potresow

później też:
- Lew Trocki